# 전주 남고산성
전주 남고산성(全州 南固山城)은 대한민국 전북특별자치도 전주시 완산구에 있는 백제의 성곽이다. 1981년 12월 10일 대한민국의 사적 제294호로 지정되었으나, 2011년 현재의 명칭으로 변경되었다.

## 개요
전주 남쪽에 있는 고덕산과 천경대, 만경대, 억경대로 불리는 봉우리를 둘러 쌓은 산성이다. 남동쪽으로는 남원·고창으로 통하는 교통상의 중요한 곳을 지키고, 북쪽으로는 전주를 내려다 보는 자리에 위치하고 있다.
후백제를 세운 견훤이 이곳에 고덕산성을 쌓았다는 이야기가 전해오며, 조선 순조 13년(1813)에 성을 고쳐 쌓고 남고산성이라 했다. 이 성은 유래가 매우 오래된 것으로 알려져 있는데, 『세종실록지리지』와 『동국여지승람』에도 기록이 보인다.
순조 13년에 보수공사가 있을 때 성 안에는 4군데의 연못과 25개의 우물이 있었으며, 민가 100여 채가 있었다고 한다. 성문은 동·서에 있었으며 각기 3칸, 6칸 규모의 누각형 문이 있었다. 서쪽에 비밀문이 하나 있었으며 동·서·남·북에 각각 하나씩 포루가 설치되어 있고, 관청, 창고, 화약고, 무기고를 비롯한 각종 건물이 즐비하게 있었다. 지휘소인 장대는 남·북에 각각 설치되었으며, ‘남고사’란 절이 있다. 현재 성의 둘레는 약 5.3km이다.
지금은 성벽이 많이 허물어졌고 ‘남고진사적비’가 산성의 내력을 말해주고 있다.

## 현지 안내문
고덕산 자락을 따라 쌓은 이 산성은 고덕산성으로도 부르며, 후백제의 견훤이 도성인 전주의 방어를 위해 쌓았다 하여 견훤성이라고도 한다.
현존하는 성벽은 임진왜란때 왜군을 막기 위해 쌓은 것인데, 그 뒤 조선 순조 13년(1813)에 고쳐 쌓고 남고산성이라 했다. 남고산성 안에는 많은 주민이 살았으며, 동·서에 성문을 두고, 관아·창고·화약고·군기고 등 각종 건물이 즐비했다.
산성 방어의 지휘소로 남장대와 북장대를 두고, 남고사의 승려들을 산성 수호에 활용했다. 남고산성은 성벽이 많이 허물어졌는데, 현재 성의 둘레는 약 3km이다.
현재 성안에는 남고사와 삼국지의 영웅 관우를 모신 관성묘 그리고 산성의 시설과 규모와 그 연혁을 기록한 남고진 사적비가 있다.

## 같이 보기
- 고덕산
- 남고진 사적비 - 전주시의 향토문화유산 제2호

## 참고 자료
- 전주 남고산성 - 국가유산청 국가유산포털